# بازی تاج‌وتخت
بازی تاج‌وتخت (انگلیسی: Game of Thrones) مجموعهٔ تلویزیونی آمریکایی در ژانر درام فانتزی است که به‌دست دیوید بنیاف و دی. بی. وایس برای شبکهٔ اچ‌بی‌او ساخته شده‌است. بازی تاج‌وتخت اقتباسی از مجموعهٔ فانتزی ترانه یخ و آتش نوشتهٔ جرج آر. آر. مارتین است که نخستین رمان آن بازی تاج‌وتخت است. این مجموعه در پادشاهی متحده، کانادا، کرواسی، ایسلند، مالت، مراکش و اسپانیا فیلم‌برداری شد. بازی تاج‌وتخت در ۱۷ آوریل ۲۰۱۱ از طریق اچ‌بی‌او در ایالات متحده به نمایش درآمد و در ۱۹ مهٔ ۲۰۱۹ متشکل از ۷۳ قسمت در هشت فصل به پایان رسید.
داستان بازی تاج‌وتخت در قاره‌های تخیلی وستروس و اسوس، در نزدیکی پایان یک تابستان ۱۰ ساله اتفاق می‌افتد و چندین خط داستانی را دنبال می‌کند. اولین داستان به جنگ بین خانواده‌های اشرافی برای به دست آوردن تخت آهنین پادشاهی هفت اقلیم مربوط می‌شود. دومین خط داستانی، نزدیک بودن زمستانی طولانی و یورش موجوداتی افسانه‌ای از شمال را شرح می‌دهد و سومین خط داستانی مجموعه، تلاش فرزندان شاه مخلوع، برای بازپس‌گیری تاج‌وتخت است. این مجموعه از طریق شخصیت‌هایی که اخلاقیات مبهمی دارند، حول مسائلی چون طبقات اجتماعی، مذهب، وفاداری، فساد، جنگ داخلی و مجازات می‌گردد.
بازی تاج‌وتخت رکورددار شمار بیننده در شبکهٔ اچ‌بی‌او است و در کشورهای مختلف طرفداران زیادی دارد. با وجود استفاده از برهنگی و خشونت (از جمله خشونت جنسی) که انتقاداتی را به این مجموعه وارد آورده، منتقدان نظرات مثبتی در زمینهٔ بازیگری، شخصیت‌های پیچیده، داستان، گستره و عوامل فنی این مجموعه داشته‌اند. فصل پایانی به‌دلیل مدت زمان کاهش‌یافته و داستان با واکنش‌های شدیدی مواجه شد و بسیاری آن را پایانی مایوس‌کننده می‌دانستند. بازی تاج‌وتخت نامزد و برندهٔ جوایز مختلفی شده که از میان آن‌ها می‌توان به ۵۹ جایزهٔ امی ساعات پربیننده از جمله بهترین سریال درام برای ۲۰۱۵، ۲۰۱۶، ۲۰۱۸ و ۲۰۱۹ اشاره کرد. دیگر افتخارات این مجموعه شامل نامزدی پنج جایزهٔ گلدن گلوب بهترین مجموعه تلویزیونی – درام می‌شود. 

## داستان
این مجموعه روایت‌کنندهٔ نسبی داستان‌های مجموعه رمان ترانه یخ و آتش است که داستان آن در قلمرو خیالی وستروس می‌گذرد. بازی تاج‌وتخت، راوی تاریخچهٔ نبرد خشونت‌بار بین دودمان‌های اشرافی در آن سرزمین است که برای به دست آوردن تخت آهنین تلاش می‌کنند. با پیشرفت مجموعه مدعیان و تهدیدهای جدیدی در سرزمین‌های یخی شمالی و قارهٔ شرقی اسوس پدیدار می‌شوند. این داستان‌ها در سه روند اصلی به‌صورت هم‌زمان پیش می‌روند.

### در هفت اقلیم
داستان زمانی آغاز می‌شود که تمامی هفت اقلیم در اتحاد به سر می‌برند. تابستانی طولانی وستروس را دربر گرفته و انتظار می‌رود که به‌زودی پایان یابد. اما با مرگ دستِ شاه (دستیار و مشاور اعظم) اوضاع به‌سرعت تغییر می‌کند؛ شاه رابرت براتیون که پادشاهی را با یک انقلاب از تارگرین‌ها گرفته‌است، از دوست و هم‌رزم قدیمی خود، ند استارک، حاکم و والی شمال، درخواست می‌کند تا مقام دستِ شاه را بپذیرد. اوضاع نابه‌سامان کشور و احتمالِ قتل دستِ شاه پیشین، ند استارک را مجبور به پذیرفتن این منصب می‌کند. او برای آغاز کار، سرزمین اجدادی خود، وینترفل، را به دست پسر بزرگش میسپرد و سپس انجا را به همراه دخترانش ترک کرده و به کینگز لندینگ، پایتختِ هفت اقلیم، می‌رود.

### در دیوار
دیوارِ واقع‌شده در شمالِ وستروس، یک مانع ساخته شده از سنگ، یخ و جادوست که ۴۸۰ کیلومتر طول، بین ۲۱۰ تا ۲۷۰ متر ارتفاع و در بخش فوقانی حدود ۱۰ متر پهنا دارد و شمال وستروس را از سرزمین یخ‌زده وحشی‌ها جدا می‌کند. نگهبانان این دیوار به نگهبان شب معروف هستند که در هنگام عضویت، قسم می‌خورند که تا پایان زندگی‌شان به دیوار خدمت کرده و هیچ دارایی مادی نداشته و هرگز ازدواج نکنند. در آغاز داستان گروهی از نگهبانان شب که در حال گشت زدن در شمال دیوار هستند، با وایت واکرها مواجه می‌شوند. گونه‌ای باستانی از موجودات جادویی که گمان بر این است که قرن‌ها پیش از بین رفته‌اند. تمامی گروه نگهبانان شب به‌جز یک‌نفر در مقابله با آنان کشته می‌شوند. اما کسی در آن‌سوی دیوار حرف او مبنی بر بازگشت وایت واکرها را باور نمی‌کند.

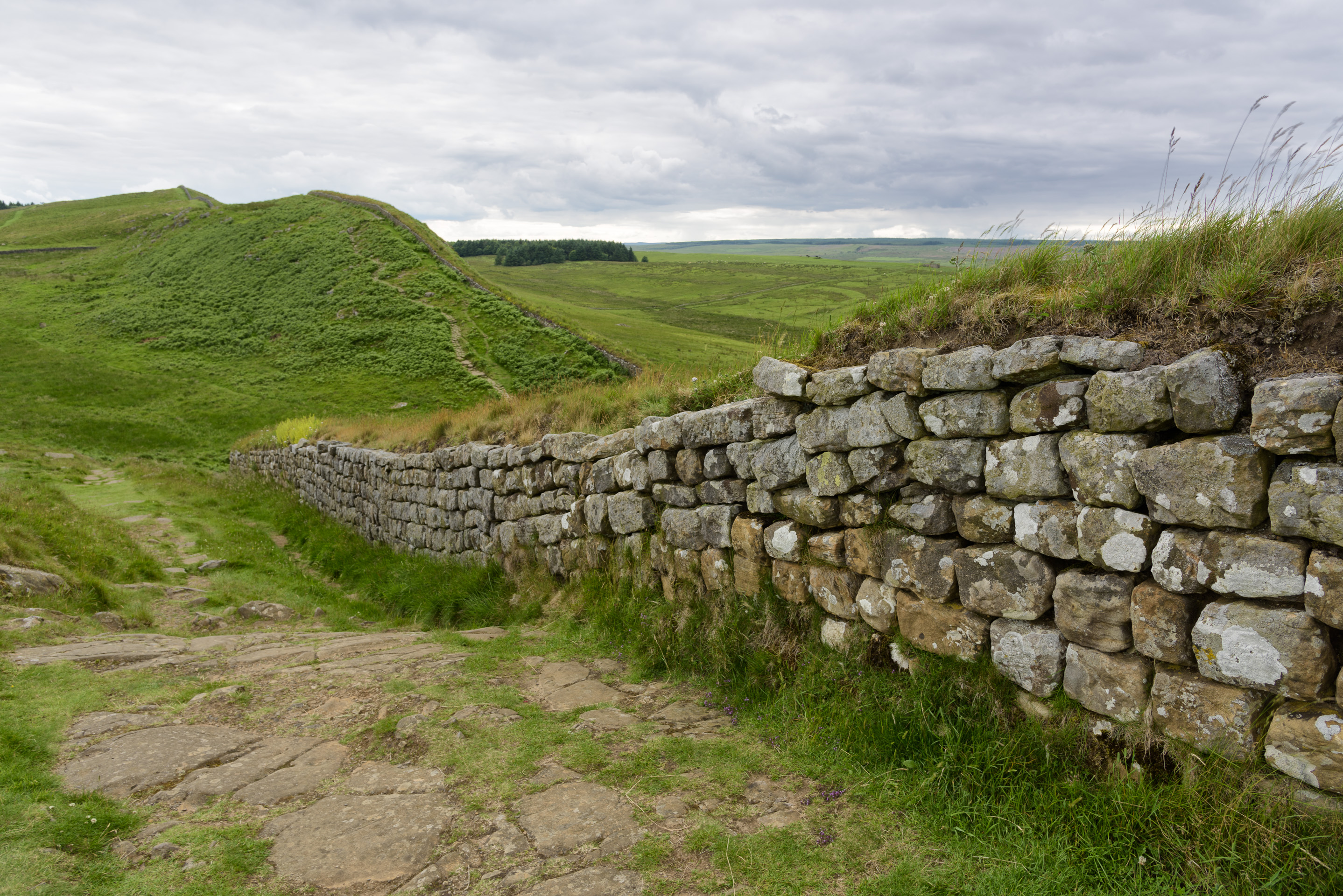
دیوار در مجموعهٔ ترانه یخ و آتش از دیوار هادریان در شمال انگلستان الهام گرفته شده‌است.

### در شرق
در همان زمان در شهر پنتوس در قاره اسوس که در شرق قاره وستروس واقع شده‌است، ویسریس تارگرین، پسر شاه دیوانه، در تلاش است تا تخت پادشاهی را پس بگیرد. در همین راه، او خواهر خود، دنریس تارگرین را به عقد کال دروگو رئیس قوم وحشی دوتراکی درمی‌آورد تا بتواند از ارتش او برای شکست پایتخت استفاده کند.

### الهام‌ها
برخی از شخصیت‌ها و داستان‌های مجموعه برگرفته از دوره‌های مختلف تاریخ اروپا هستند. جنگ رزها (۸۵–۱۴۵۵ میلادی) در انگلستان بین خاندان‌های لنکستر و یورک از موارد الهام‌بخش داستان بوده که در این مجموعه منعکس‌کنندهٔ نبرد خاندان لنیستر و استارک است. سرزمین وستروس با قلعه‌ها و شوالیه‌هایش نمادی از دوران اولیه قرون وسطی در اروپای غربی را به نمایش می‌گذارد. برای مثال شخصیت سرسی برگرفته از ایزابلا ملکه فرانسه (۱۲۹۵–۱۳۵۸ میلادی) است. مجموعه از ترکیبی از واقعیت‌ها همچون، دیوار هادریان، سقوط روم و افسانه آتلانتیس (والریا باستانی)، آتش یونانی بیزانسی‌ها (وایلدفایر)، حماسه ایسلندی عصر وایکینگ‌ها (آیرون‌بورن‌ها) و ایل مغول (دوتراکی‌ها) است که با نشانه‌هایی از جنگ صد ساله (۱۳۳۷–۱۴۵۳ میلادی) و رنسانس ایتالیایی (۱۴۰۰–۱۵۰۰ میلادی) نیز الهام گرفته‌است. محبوبیت داستان مدیون مهارت مارتین در ترکیب این عناصر ناهمگون در یک اصل یکپارچه است که آن‌ها را در جایگاه یک تاریخ جایگزین برای بیننده قرار می‌دهد.
«سوپرانوز در سرزمین میانی» عبارتی بود که دیوید بنیاف یکی از خالقان سریال، به شوخی آن را در مورد بازی تاج‌وتخت به کار برد که اشاره به ترکیب فضای سیاه و پر از توطئه و عناصر فانتزی و خیالی در این سریال دارد. مطالعه‌ای در سال ۲۰۱۲ میلادی، این مجموعه را در رتبهٔ دوم ۴۰ سریال درام اخیر آمریکا بر اساس مرگ در هر قسمت قرار داد. این مجموعه به‌طور متوسط در هر قسمت ۱۴ مرگ را به نمایش می‌گذارد.

## بازیگران و شخصیت‌ها
همانند رمانی که داستان از آن برگرفته شده، مجموعهٔ تلویزیونی بازی تاج‌وتخت نیز تعداد بسیار زیادی شخصیت دارد. احتمال داده می‌شود که این مجموعه دارای بیشترین بازیگر در بین مجموعه‌های تلویزیونی است.
در زمان تولید فصل سوم این مجموعه، نام ۲۵۷ نفر به‌عنوان بازیگر ثبت شد. در ادامه تعدادی از شخصیت‌های اصلی داستان معرفی می‌شوند که نام آن‌ها به عنوان بازیگر اصلی در تیتراژ ذکر شده‌است.
لُرد اِدارد ند استارک (شان بین) بزرگ خاندان استارک است که اعضای خانواده‌اش در بیشتر قسمت‌های داستان حضور دارند. او و همسرش کتلین تالی (میشل فرلی) پنج فرزند دارند: راب (ریچارد مدن) فرزند و پسر بزرگ خانواده، سانسا (سوفی ترنر) دختری بزرگ خانواده ، آریا (میسی ویلیامز) دختری بازیگوش و علاقه مند به دوئل و شمشیر بازی، برن (ایزاک همپستد رایت) پسری ماجراجو و ریکن (آرت پارکینسون) کوچک‌ترین فرزند آن‌هاست. گروگان و نگهبان ند استارک، تیان گریجوی (آلفی آلن) نیز تا پیش از مواجهه با رمزی اسنو دیوانه (ایوان ریان) در کنار استارک‌ها زندگی می‌کرد. همسر راب، تالیسا مگیر (اونا چاپلین) شفابخش است. آریا نیز با شاگرد آهنگری به نام گندری (جو دمپسی) رابطه‌ای دوستانه دارد. پسر حرام‌زادهٔ ند، جان اسنو (کیت هرینگتون) و دوستش سَـموِل تارلی (جان بردلی-وست) زیر نظر فرمانده جور مورمنت (جیمز کازمو) در نگهبانان شب خدمت می‌کنند. ایگریت (رز لزلی) مو قرمز، یکی از بربرهایی که توسط تورموند جاینتسبین (کریستوفر هیویو) رهبری می‌شوند، دختر مورد علاقهٔ جان است. سمول نیز به دختر وحشی دیگری به نام گیلی (هانا موری) علاقه‌مند است. زنی قد بلند و جنگجو به نام برین تارث(گوئندولین کریستی) نیز در خدمت کتلین است.
در حالی که دوست قدیمیِ نِد، پادشاه رابرت براتیون (مارک ادی) یک زندگی مشترک بدون عشق با ملکه سرسی لنیستر (لینا هیدی) را دنبال می‌کند، ملکهٔ او با برادر دوقلویش جیمی لنیستر (نیکولای کاستر-والدو)، ملقب به شاه‌کش، رابطهٔ عاشقانهٔ پنهانی دارد. سرسی از برادر کوچک خود تیریون لنیستر (پیتر دینکلیج) که یک کوتولهٔ باهوش است، بیزار است. تیریون معشوقه‌ای به نام شی (سیبل ککیلی) و محافظی به نام بران (جروم فلین) دارد. پدر فوق‌العاده ثروت‌مند سرسی، لُرد تایوین لنیستر (چارلز دنس) و پسر بزرگ او جافری ظالم، (جک گلیسون) توسط جنگ‌جوی صورت-زخمی به نام سندور کلگین (روری مک‌کین) ملقب به سگ شکاری محافظت می‌شوند.
شورای کوچک مشاوران پادشاه شامل خزانه‌دار حیله‌گر، لرد پیتر بیلیش (آیدان گیلن) ملقب به لیتل‌فینگر و خواجهٔ خبرچین لرد واریس (کنلت هیل) می‌شود. برادر شاه رابرت، استنیس براتیون (استیون دیلین) نیز راهبه ملیساندر (کاریس فن هاوتن) و قاچاقچی سابق، سِر داووس سی‌ورث (لیام کانینگهام)، را برای مشاوره در خدمت دارد. خاندان ثروت‌مند تایرل توسط مارجری تایرل (ناتالی دورمر)، یک دختر جاه‌طلب در دربار، به نمایش درمی‌آیند.
در آن‌سوی دریای باریک فرزندان تبعید شدهٔ شاه گذشته (که به رهبری رابرت براتیون سقوط کرد) با نام‌های ویسریس (هری لوید) و دنریس تارگرین (امیلیا کلارک) برای ادامهٔ زندگی خود در تلاش هستند. دنریس به همسری کال دروگو (جیسون موموآ)، رهبر قوم چادرنشین دوتراکی در می‌آید. مشاور دنریس، سِر جورا مورمنت (ایان گلن) نیز یک تبعیدی است.

## تولید

### ایده و توسعه

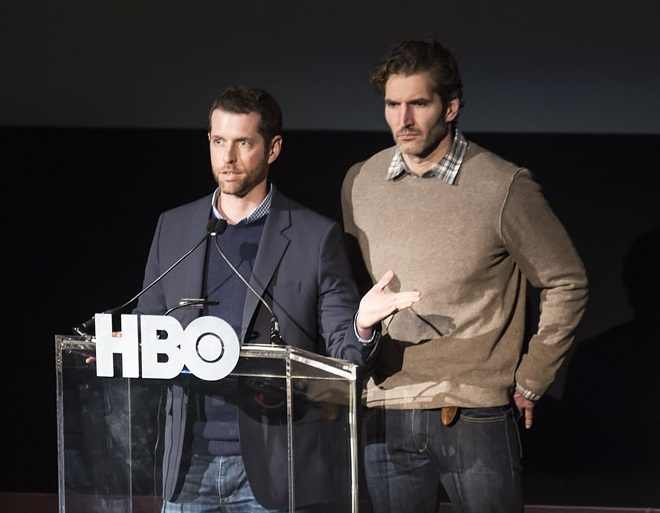
دی.بی. وایس (در سمت چپ تصویر) و دیوید بنیاف (در سمت راست تصویر)، سازندگان مجموعهٔ بازی تاج‌وتخت. آن‌ها بیشتر فیلم‌نامه‌ها را نوشته و چندین قسمت را کارگردانی کرده‌اند.

دیوید بنیاف در سال ۲۰۰۶ بعد از اینکه اولین جلد از سری رمان‌های جرج مارتین، بازی تاج‌وتخت را خواند، ایدهٔ تولید یک مجموعهٔ تلویزیونی برگرفته‌شده از کتاب را پیش خود مطرح کرد. او با هیجان بسیار برای مطرح کردن این ایده با دی. بی. وایس تماس گرفت و وایس «کتاب ۱۰۰۰ صفحه‌ای را شاید فقط در ۳۶ ساعت خواند!». آن‌ها طرح اولیه خود را با موفقیت به شبکهٔ اچ‌بی‌او ارائه دادند و موفق شدند رضایت جرج مارتین (که خودش یک فیلم‌نامه‌نویس قدیمی بود) را در یک ملاقات ۵ ساعته در یک رستوران جلب کنند. بنیاف به یاد می‌آورد که با پاسخ به سؤال «چه کسی مادر جان اسنو است؟» موفق شدند رضایت او را به‌دست بیاورند.
تولید مجموعه از ژانویه سال ۲۰۰۷ آغاز شد. شبکهٔ اچ‌بی‌او بعد از اینکه حقوق تولید مجموعهٔ تلویزیونی برای کتاب‌ها را به‌دست‌آورد، بنیاف و وایس را برای نویسندگی و تهیه‌کنندگی مجموعه که قرار بود در هر فصل یک کتاب را به تصویر بکشد، به استخدام درآورد. در ابتدا قرار بود که بنیاف و وایس به‌تنهایی نویسندگی تمامی قسمت‌ها را بر عهده داشته باشند، در حالی که جرج مارتین بعد از پیوستن به تهیه‌کنندگان، به عرصهٔ نویسندگی مجموعه نیز وارد شد. بعدها جین اسپنسون و بریان کاگمن، هرکدام با نوشتن فیلم‌نامهٔ یک قسمت در فصل اول به جمع نویسندگان افزوده شدند.
دو پیش‌نویس از قسمت آزمایشی که توسط بنیاف و وایس نوشته شده‌بود، در ماه اوت سال ۲۰۰۷ و ماه جون سال ۲۰۰۸ میلادی آماده شدند. اچ‌بی‌او با اینکه از هر دو نسخه راضی بود، تا ماه نوامبر سال ۲۰۰۸ قسمت آزمایشی را سفارش نداد. اعتصاب نویسندگان آمریکا در سال ۲۰۰۷–۲۰۰۸ احتمالاً در این تأخیر تأثیر داشته‌است.
بودجهٔ مجموعهٔ بازی تاج‌وتخت با هزینهٔ ساخت مجموعهٔ تلویزیونی روم مقایسه می‌شود. براساس گزارش‌ها ساخت قسمت آزمایشی بین ۵ تا ۱۰ میلیون دلار و ساخت کل فصل اول بین ۵۰ تا ۶۰ میلیون دلار آمریکا برای شبکهٔ اچ‌بی‌او هزینه داشته‌است. بودجهٔ تولید فصل دوم این مجموعه ۱۵٪ افزایش پیدا کرد تا بتواند مهم‌ترین نبرد در «جنگ پنج پادشاه» یعنی نبرد بلک‌واتر را به تصویر بکشد. قسمت بلک‌واتر از فصل دوم، ۸ میلیون دلار و بقیه قسمت‌ها به‌طور میانگین ۶ میلیون دلار بودجه را به خود اختصاص دادند. این مقدار بودجه دو تا سه برابر بودجهٔ تولید هر قسمتِ سریال‌های شبکه‌های کابلی و معمولی است.

### برنامهٔ تولید و پخش

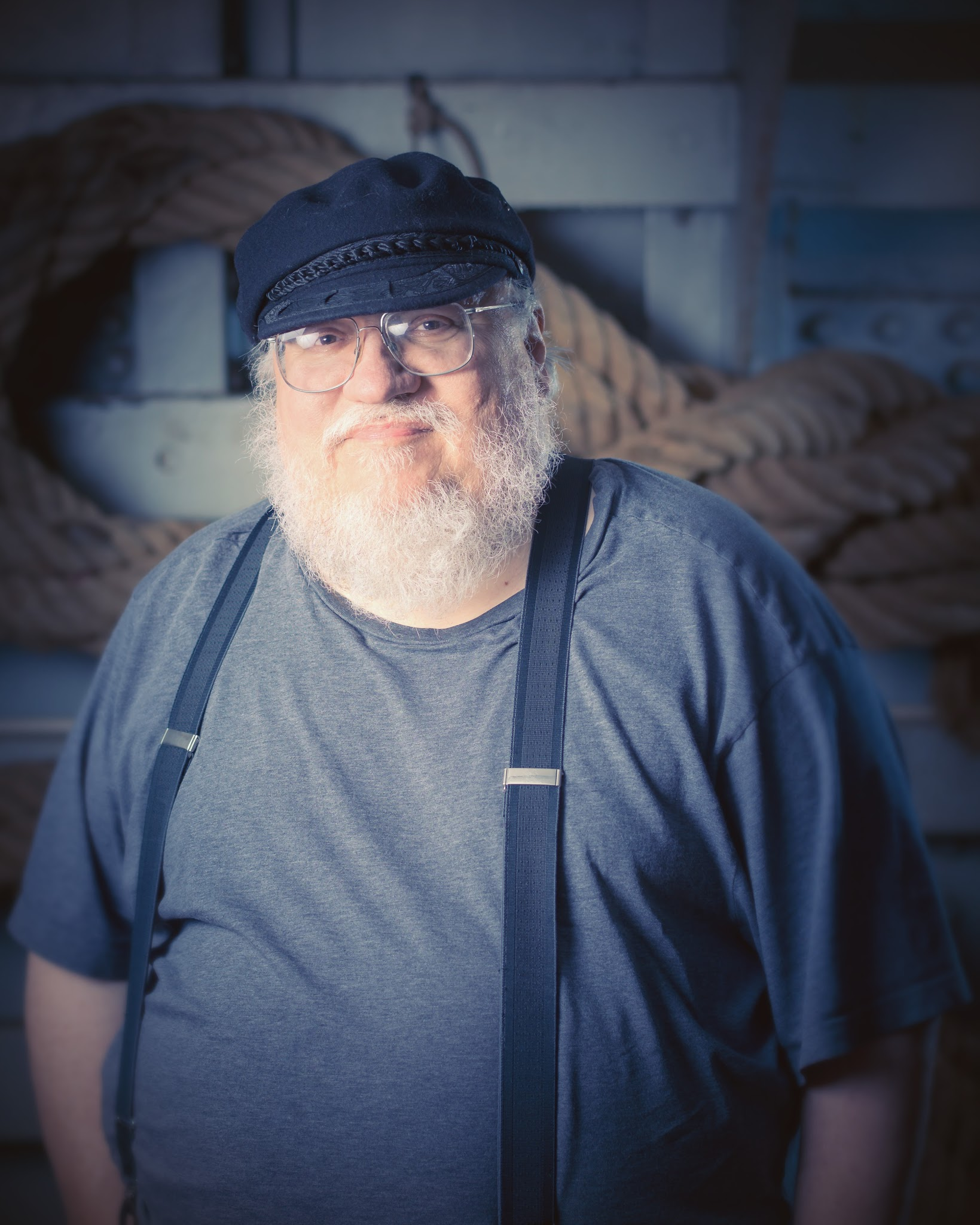
جرج آر.آر. مارتین، نویسنده ترانه یخ و آتش است، و به عنوان یک مدیر تولید به سریال اضافه شده‌است و یک قسمت برای هر یک از چهار فصل اول نوشته‌است.

سازندگان این مجموعه دیوید بنیاف و دی. بی. وایس قصد دارند تا در صورت توافق شبکهٔ اچ‌بی‌او حق ساخت مجموعه تلویزیونی تمامی قسمت‌های رمان تکمیل نشدهٔ ترانه یخ و آتش را بخرند. از فصل ششم، سریال از رمان‌های منتشرشده جلو زد و بر پایهٔ خلاصه نوشته‌های مارتین و محتوای جدید ساخته شد. در آوریل ۲۰۱۶، سازندگان سریال اعلام کردند که برنامهٔ آن‌ها این است که ۱۳ قسمت دیگر تولید کنند، هفت قسمت برای فصل هفتم و شش قسمت برای فصل هشتم. همان ماه سریال برای فصل هفتم با هفت قسمت تمدید شد.
تا اواسط سال ۲۰۱۷، ۸ فصل از این مجموعه سفارش داده‌شده و ۷ فصل آن به‌طور کامل فیلم‌برداری و پخش شده‌است. این مجموعه به‌طور متوسط هر صفحهٔ کتاب را به ۴۸ ثانیه فیلم تبدیل کرده‌است.
| فصل   | سفارش         | فیلم‌برداری               | پخش اولین قسمت | پخش آخرین قسمت | رمان برگرفته‌شده |
| ----- | ------------- | ------------------------ | -------------- | -------------- | --- |
| فصل ۱ | ۲ مارس ۲۰۱۰   | نیمهٔ دوم ۲۰۱۰            | ۱۷ آوریل ۲۰۱۱  | ۱۹ ژوئن ۲۰۱۱   | بازی تاج‌وتخت |
| فصل ۲ | ۱۹ آوریل ۲۰۱۱ | نیمهٔ دوم ۲۰۱۱            | ۱ آوریل ۲۰۱۲   | ۳ ژوئن ۲۰۱۲    | نبرد پادشاهان و برخی از فصول ابتدایی طوفان شمشیرها                                                                         |
| فصل ۳ | ۱۰ آوریل ۲۰۱۲ | ژوئیه تا نوامبر ۲۰۱۲     | ۳۱ مارس ۲۰۱۳   | ۹ ژوئن ۲۰۱۳    | تقریباً دو سوم ابتدایی طوفان شمشیرها                                                                                        |
| فصل ۴ | ۲ آوریل ۲۰۱۳  | ژوئیه تا نوامبر ۲۰۱۳     | ۶ آوریل ۲۰۱۴   | ۱۵ ژوئن ۲۰۱۴   | یک سوم باقی‌مانده از طوفان شمشیرها و قسمت‌هایی از ضیافتی برای کلاغ‌ها و رقصی با اژدهایان                                      |
| فصل ۵ | ۸ آوریل ۲۰۱۴  | ژوئیه تا دسامبر ۲۰۱۴     | ۱۲ آوریل ۲۰۱۵  | ۱۴ ژوئن ۲۰۱۵   | ضیافتی برای کلاغ‌ها، رقصی با اژدهایان و محتوای جدید، به همراه برخی از فصول پایانی طوفان شمشیرها و قسمت‌هایی از بادهای زمستان |
| فصل ۶ | ۸ آوریل ۲۰۱۴  | ژوئیه تا دسامبر ۲۰۱۵     | ۲۴ آوریل ۲۰۱۶  | ۲۶ ژوئن ۲۰۱۶   | محتوای جدید و قسمت‌هایی از بادهای زمستان، به همراه برخی از قسمت‌های پایانی ضیافتی برای کلاغ‌ها و رقصی با اژدهایان             |
| فصل ۷ | ۲۱ آوریل ۲۰۱۶ | اوت ۲۰۱۶ تا فوریه ۲۰۱۷   | ۱۶ ژوئیه ۲۰۱۷  | ۲۷ اوت ۲۰۱۷    | محتوای جدید و قسمت‌هایی از بادهای زمستان و رؤیایی از بهار                                                                   |
| فصل ۸ | ۳۰ ژوئیه ۲۰۱۶ | اکتبر ۲۰۱۷ تا ژوئیه ۲۰۱۸ | ۱۴ آوریل ۲۰۱۹  | ۱۹ مهٔ ۲۰۱۹     | محتوای جدید و قسمت‌هایی از بادهای زمستان و رؤیایی از بهار                                                                   |

فصل‌های ۱ و ۲ این مجموعه هر کدام بر اساس یک جلد از رمان ساخته شدند. برای فصل‌های بعدی سازندگان بازی تاج‌وتخت، این مجموعه را به جای برداشت جلد به جلد، به‌عنوان برداشتی کلی از رمان ترانه یخ و آتش تولید کردند. این عمل دست سازندگان را برای استفاده از قسمت‌های مختلف داستان که در زمان‌های متفاوتی اتفاق می‌افتادند، در مجموعهٔ تلویزیونی باز گذاشت.
شش فصل اول که تا کنون ساخته شده‌اند، هر کدام دارای ۱۰ قسمت هستند اما فصل هفتم سریال دارای ۷ اپیزود است. زمان پخش بیشتر قسمت‌های فصل اول و دوم سریال ۵۲ دقیقه است، در حالی که تعداد زیادی از قسمت‌های فصل سوم ۵۶ یا ۵۷ دقیقه‌ای هستند. قسمت اول و قسمت‌های آخر فصل دوم، سوم و چهارم مدت زمانی بیش از یک ساعت دارند. قسمت سوم فصل هشتم با عنوان شب طولانی با مدت زمان ٨٢ دقیقه طولانی‌ترین اپیزود در کل سریال محسوب می‌شود.

### تیتراژ
تیتراژ بازی تاج‌وتخت توسط استودیوی تولید الاستیک برای شبکهٔ اچ‌بی‌او ساخته شده‌است. مدیر نوآوری آنگوس وال و همکارانش موفق به دریافت جایزهٔ امی برای بهترین تیتراژ اصلی برای این مجموعه در سال ۲۰۱۱ شدند. این تیتراژ یک نقشهٔ سه بعدی از دنیای خیالی داستان را در نمای داخل یک کره که توسط یک خورشید (که خودش درون یک اسطرلاب قرار دارد) روشن می‌شود، به تصویر می‌کشد. در حالی که دوربین بر روی زمین حرکت می‌کند تا به مناطقی برسد که اتفاقات این قسمت داستان در آن‌ها رخ می‌دهند، چرخ دنده‌هایی با مکانیزم پیچیده ساختمان‌ها و سازه‌های شهر را از زمین بیرون آورده و سر هم می‌کنند. هم‌زمان به‌همراه پخش موسیقی ابتدای فیلم، نام بازیگران اصلی و دست‌اندرکاران مهم نمایان می‌شود. این تیتراژ بعد از حدود ۱ و نیم دقیقه با نوشتن عنوان مجموعه، نویسندگان و کارگردان به پایان می‌رسد. موسیقی تیتراژ توسط رامین جوادی ساخته شده‌است.

### فیلم‌برداری

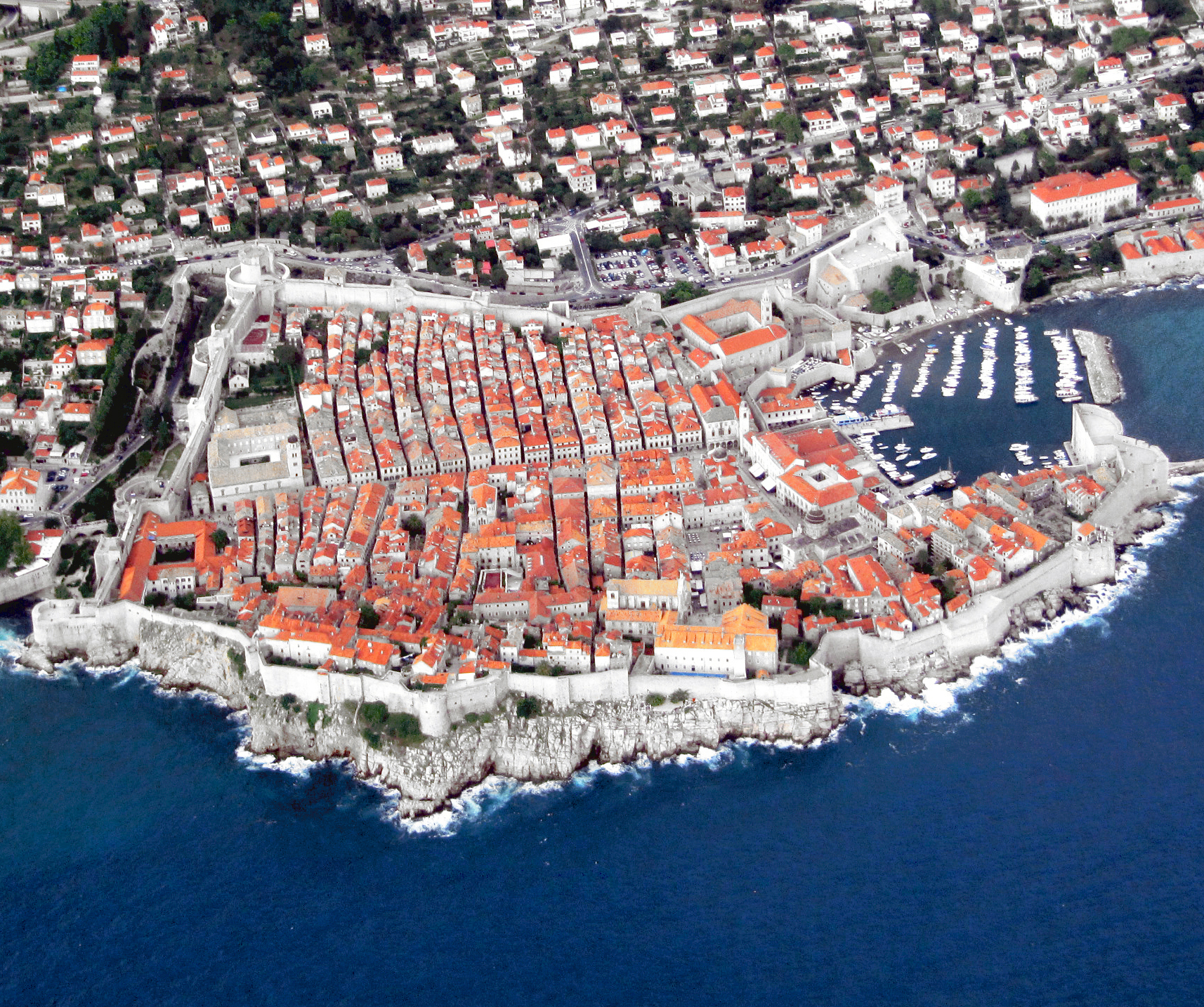
دیوارهای شهر دوبروونیک که از فصل دوم به‌عنوان کینگز لندینگ به نمایش درآمده‌است.

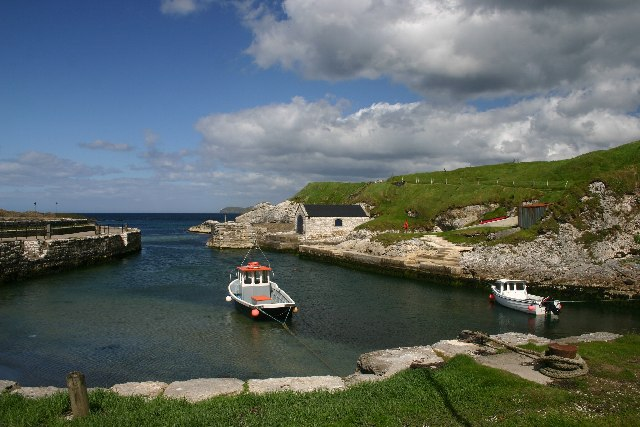
بندر روستای بالینتون که به‌عنوان لوردسپورت در جزایر آهن به نمایش درآمده‌است.

فیلم‌برداری‌های اولیه فصل اول مجموعه در تاریخ ۲۶ ژوئیه سال ۲۰۱۰ آغاز شد. مکان اصلی فیلم‌برداری استودیوی پینت‌هال در شهر بلفاست در شمال ایرلند بود. صحنه‌های فضای بیرونی نیز در شمال ایرلند در تپه‌های شنی کوه‌های مورن (به‌عنوان وائس دوتراک)، کسل وارد (به‌عنوان وینترفل)، زمین‌های اطراف سینت‌فیلد (به‌عنوان جنگل گادزوود در وینترفل)، پارک جنگلی تولیمور (برای صحنه‌های بیرونی)، کارن‌کسل (صحنهٔ اعدام)، معدن سنگ ماگ‌هرامورن (به‌عنوان کسل بلک) و قلعهٔ شین (به‌عنوان زمین‌های مسابقه) فیلم‌برداری شدند. از دون کسل در استیرلینگ اسکاتلند در قسمت آزمایشی اصلی برای نمای بیرونی و داخلی وینترفل استفاده شد. تهیه‌کنندگان در ابتدا تصمیم گرفتند تا تمامی مجموعه را در اسکاتلند فیلم‌برداری کنند، اما کم‌کم شمال ایرلند را به دلیل فضای کافی برای استودیو ترجیح دادند.
فیلم‌برداری قسمت‌هایی که در فصل اول در جنوب اتفاق می‌افتادند پس از جابه‌جایی از کشور مراکش در قسمت آزمایشی، در کشور مالت انجام شد. شهر ایمدینا برای برداشت صحنه‌های کینگز لندینگ انتخاب شد. همچنین فیلم‌برداری در قلعهٔ مانوئل (برای سپت بیلور)، جزیره غودش (برای سرزمین‌های دوتراکی‌ها)، قصر سن‌آنتون، قلعه ریکاسولی، قلعه سنت‌آنجلو و صومعه سنت‌دومنیک (همهٔ این مکان‌ها برای صحنه‌های داخل رد کیپ) نیز صورت گرفت.
برای برداشت صحنه‌های جنوبی فصل دوم از کشور مالت به کرواسی نقل مکان شد. جایی که شهر دوبروونیک و مناطق اطراف آن اجازه می‌داد تا در صحنه‌های بیرونی یک شهر ساحلی با دیوار مستحکم را به تصویر کشید. از دیوارهای شهر دوبروونیک و قلعه لوریه‌ناتس برای کینگز لندینگ و رد کیپ استفاده، و از جزیره لوکروم، صومعه سنت‌دومنیک در جزیرهٔ تروگیر، قصر رکتور در دوبروونیک و معدن سنگ دوباک که در شرق آن قرار دارد برای صحنه‌های شهر کارث استفاده شد. فیلم‌برداری صحنه‌های شمال دیوار نیز در ماه نوامبر سال ۲۰۱۱ در ایسلند صورت گرفت.
مکان فیلم‌برداری فصل سوم به دوبروونیک در کرواسی بازگشت. از دیوارهای شهر دوبروونیک، قلعه لوریه‌ناتس و مکان‌های اطراف برای صحنه‌های کینگز لندینگ و رد کیپ استفاده شد. ترستنو آربورتوم نیز به‌عنوان یک مکان جدید برای باغ درون کینگز لندینگ که تایرل‌ها از آن استفاده می‌کنند، به لوکیشن‌ها افزوده شد. فصل سوم به مراکش (که در قسمت آزمایشی از آن استفاده شده بود) نقل مکان کرد و با استفاده از مکان‌های شهر صویره صحنه‌های دنریس در اسوس را به تصویر کشید. برای تولید این فصل ۳ گروه (به نام‌های اژدها، گرگ و کلاغ) به‌صورت هم‌زمان کار فیلم‌برداری را انجام می‌دادند. همچنین ۶ تیم کارگردانی، ۲۵۷ بازیگر و ۷۰۳ دست‌اندرکار آن‌ها را یاری می‌کردند. یکی از صحنه‌ها که در آن یک خرس واقعی به اسم بارت کوچولو وجود داشت نیز در شهر لس آنجلس فیلم‌برداری شد.
فیلم‌برداری فصل چهارم در دوبروونیک ادامه پیدا کرد و چندین لوکیشن دیگر مانند قصر دیوکلشن و قلعه کلیس در اسپلیت نیز به مکان‌های فیلم‌برداری افزوده شدند. فیلم‌برداری این فصل ۱۳۶ روز به طول انجامید و در ۲۱ نوامبر ۲۰۱۳ به پایان رسید.
کار فیلم‌برداری فصل پنجم مجموعه از ماه ژوئیه سال ۲۰۱۴ آغاز و در ماه دسامبر همان سال به پایان رسید. فیلم‌برداری این فصل در کشور کرواسی ادامه پیدا کرده و کشور اسپانیا نیز به مکان‌های فیلم‌برداری افزوده شد. لوکیشن‌های کشور کرواسی همچنان از شهر دوبروونیک و مناطق اطراف آن انتخاب شده و مکان‌های جدیدی مانند ایموتسکی نیز به مجموعهٔ لوکیشن‌ها افزوده شدند. فیلم‌برداری در کشور اسپانیا نیز در اطراف ایالت اندلس و در مکان‌هایی مانند قصر سویا صورت گرفت.

### زبان
شخصیت‌های زادهٔ وستروس در بازی تاج‌وتخت به زبان انگلیسی بریتانیایی و معمولاً (و نه همیشه) بر اساس لهجهٔ قسمتی از انگلستان که از نظر جغرافیایی معادل محل تولد شخص در وستروس است، سخن می‌گویند. برای مثال ادارد استارک، به‌عنوان نگهبان شمال، به لهجهٔ شمال انگلستان (لهجهٔ یورکی) و لرد تایوین لنیستر که اهل جنوب وستروس است، به لهجهٔ جنوبی انگلستان صحبت می‌کنند. شخصیت‌هایی که در خارج از وستروس هستند نیز عموماً (و نه همیشه) با لهجهٔ خارجی انگلیسی بازی می‌شوند.
با اینکه زبان انگلیسی زبان رایج در وستروس است، تولیدکنندگان به کمک دیوید پترسون زبان‌شناس زبان‌های دوتراکی و والیریان را به‌عنوان زبان‌های ساختگی براساس تعداد کمی از کلماتی که در کتاب جورج مارتین وجود داشت، به‌وجود آورده‌اند. جملات دوتراکی یا والیریان در این مجموعه با زیرنویس انگلیسی پخش می‌شوند. بی‌بی‌سی پیش‌بینی می‌کند که این زبان‌ها از طریق پخش این مجموعهٔ تلویزیونی بیش از زبان‌های ویلزی، ایرلندی و گیلیک اسکاتلندی به گوش مردم دنیا رسیده‌است.

## دسترسی

### پخش تلویزیونی
مجموعهٔ تلویزیونی بازی تاج‌وتخت توسط شبکه اچ‌بی‌او در کشور آمریکا پخش می‌شود. پخش این سریال در دیگر کشورها از طریق شبکه‌های همکار اچ‌بی‌او یا شبکه‌های پولی دیگر معمولاً به‌صورت هم‌زمان با آمریکا یا با چند هفته تأخیر انجام می‌گیرد. پخش این سریال در کشور چین از طریق شبکهٔ سی‌سی‌تی‌وی از آغاز سال ۲۰۱۴ شروع شده‌است. نسخهٔ پخش‌شده توسط سی‌سی‌تی‌وی به‌صورت گسترده‌ای صحنه‌های سکس و خشونت را سانسور می‌کند. این عمل موجب اعتراض بینندگان چینی به‌ویژه به ناهماهنگی صحنه‌های پخش‌شده در این نسخه از مجموعه شده‌است.

### ویدیوی خانگی
ده قسمت فصل اول مجموعهٔ بازی تاج‌وتخت در تاریخ ۶ مارس سال ۲۰۱۲ میلادی در قالب دی‌وی‌دی و دیسک بلو-ری در یک مجموعهٔ جعبه‌ای منتشر شدند. این مجموعه‌ها دارای پیش‌زمینه‌های اضافی و موارد پشت صحنه هستند اما از آنجایی که تمامی صحنه‌های فیلم‌برداری شده در نسخهٔ پخش تلویزیونی مورد استفاده قرار گرفته بودند، هیچ صحنهٔ اضافی نسبت به نسخهٔ پخش‌شده در تلویزیون ندارند. این مجموعه در هفتهٔ اول انتشار به تعداد ۳۵۰٬۰۰۰ نسخه به فروش رسید که رکورد بیشترین فروش در طول یک هفته برای مجموعه‌های تلویزیونی شبکهٔ اچ‌بی‌او است. بازی تاج‌وتخت رکورد تعداد خرید آنلاین از وبگاه فروشگاه اچ‌بی‌او را نیز در دست دارد. در نوامبر سال ۲۰۱۲ نیز یک نسخهٔ ویژه از مجموعه جعبه‌ای برای «جمع‌کنندگان» مجموعه نیز عرضه شد که علاوه بر دی‌وی‌دی و بلوری حاوی یک تخم اژدهای کوچک مصنوعی و قسمت اول فصل دوم بود.
مجموعهٔ جعبه‌ای دی‌وی‌دی و دیسک بلو-ری به همراه نسخهٔ آنلاین برای خرید فصل دوم از ۱۹ فوریه سال ۲۰۱۳ در دسترس قرار گرفت. تعداد فروش روز اول این مجموعه با فروش ۲۴۱٬۰۰۰ نسخهٔ جعبه‌ای و ۳۵۵٬۰۰۰ قسمت دریافت شده آنلاین، مجدداً رکورد فروش شبکهٔ اچ‌بی‌او را شکست.
فصل سوم سریال هم‌زمان با پخش در آمریکا، برای خرید آنلاین در فروشگاه آی‌تیونز قرار گرفت. نسخهٔ آی‌تیونز فقط از کشور استرالیا قابل تهیه است.

### دسترسی غیرقانونی
بازی تاج‌وتخت در وسعت بسیار زیادی به‌صورت غیرقانونی کپی می‌گردد. به جز محبوبیت زیاد این مجموعه، گمان می‌رود دلایلی مانند تأخیر در پخش در خارج از آمریکا و هزینهٔ زیاد سرویس‌های خارج از آمریکا به نقض قوانین حق تکثیر این مجموعه دامن زده‌است. به گفتهٔ وب‌سایت اشتراک‌گذاری تورنت‌فریک هزینه در داخل آمریکا بین ۱۵ تا ۲۵ دلار در ماه است (هزینهٔ اشتراک ماهیانهٔ سرویس)، در حالی‌که هزینهٔ سرویس تلویزیونی فقط برای بازی تاج‌وتخت در انگلستان برای هر قسمت ۲۶ پوند و در استرالیا برای هر قسمت ۵۲ دلار استرالیا است.
وب‌سایت تورینت‌فریک مجموعهٔ بازی تاج‌وتخت را دارای بیشترین کپی غیرقانونی در میان مجموعه‌های تلویزیونی در سال‌های ۲۰۱۲، ۲۰۱۳ و ۲۰۱۴ اعلام کرده‌است. یکی از قسمت‌های این مجموعه در سال ۲۰۱۲ بیش از ۴٬۲۸۰٬۰۰۰ بار در شبکهٔ بیت‌تورنت دریافت شد! آماری که تقریباً برابر تعداد بینندگان قانونی است. آمار دریافت غیرقانونی در کشور استرالیا بسیار بالا بوده‌است. تا جایی که سفیر آمریکا در استرالیا، جف بلیچ، طی یک بیانیهٔ عمومی کپی غیرمجاز این مجموعه در سال ۲۰۱۳ را محکوم کرد. یک کپی از قسمت اول فصل سوم این مجموعه، رکورد بیشترین به اشتراک‌گذاری هم‌زمان در شبکهٔ بیت‌تورنت در طول تاریخ را با ۱۶۰٬۰۰۰ به اشتراک‌گذار و بیش از ۱ میلیون دریافت در دست دارد. قسمت آخر فصل چهارم سریال در ۱۲ ساعت حدود ۱٫۵ میلیون بار از طریق شبکه بیت‌تورینت دریافت شد که رکورد جدیدی برای دریافت غیرقانونی است.
در اوایل اوت ۲۰۱۷ و زمانی که فصل هفتم سریال تازه پخشش را شروع کرده بود گروهی هکر ناشناس به شبکه اچ‌بی‌او حمله کرده و ۱٫۵ ترابایت اطلاعات این شبکه را به سرقت بردند که ظاهراً شامل فیلم‌نامه و اپیزودهایی از مجموعه بازی تاج‌وتخت نیز بوده‌است. بعد از گذشت یک روز هکرها نسخه بی‌کیفیتی از اپیزود چهارم فصل هفتم را که «غنائم جنگ» نام دارد دو روز پیش از موعد پخش بر روی اینترنت به اشتراک گذاشتند که بازخوردهای بسیار زیادی داشت. همچنین تعداد بسیار بالایی دانلود از این قسمت گزارش شد. هکرها از مدیران شبکه اچ‌بی‌او درخواست باج کردند و اعلام کردند که اگر این شبکه پرداخت پول را قبول نکند اطلاعات دیگری را نیز که در اختیار دارند بر روی اینترنت پخش خواهند کردند. شبکه اچ‌بی‌او اما اعلام کرد که هیچ هزینه‌ای را به هکرها پرداخت نخواهد کرد. نکته قابل توجه این است که با وجود انتشار زودتر از موعد اپیزود چهارم، این اپیزود در روز پخش اصلی بیش از ۱۰ میلیون نفر بیننده داشت و موفق شد عنوان پرمخاطب‌ترین اپیزود سریال را به خود اختصاص دهد. همچنین این اپیزود نقدهای بسیار مثبتی از سوی منتقدان و تماشاگران دریافت کرد و با نمره ۹٫۹/۱۰ تبدیل به یکی از تحسین شده‌ترین اپیزودهای کل سریال در سایت آی ام دی بی شده‌است. با این حال اما حواشی سریال ادامه پیدا کرد. حدود یک هفته قبل از پخش قسمت ششم با نام «آنسوی دیوار» این اپیزود ناگهان بر سطح اینترنت پخش شد. ابتدا گمان می‌رفت که باز هکرها این کار را کرده باشند اما مدیران اچ‌بی‌او اعلام کردند که این اپیزود به اشتباه از طرف کشور اسپانیا پخش شده‌است و آن‌ها تحقیقات خود را برای کشف بروز این اتفاق آغاز کرده‌اند. اپیزود ششم نیز به صورت گسترده‌ای دانلود شد و بازخوردهای جالبی از سوی تماشاگران نسبت به آن منتشر شد.
ناظران مختلف شامل کارگردان مجموعه، دیوید پترارکا و مدیرعامل شرکت تایم وارنر، جفری بیکز اذعان داشته‌اند که کپی غیرقانونی در انتظارات این مجموعه خللی ایجاد نکرده‌است. به گفتهٔ آنان سود مجموعه از موج ایجاد شده توسط سریال و تفسیرهای صورت گرفته به‌دست آمده‌است و کپی‌های غیرقانونی نتوانسته از تعداد افرادی که قانوناً سریال را تهیه می‌کرده‌اند، کم کند.

### آی‌مکس
از ۲۳ ژانویه سال ۲۰۱۵، دو قسمت آخر فصل ۴ در ۱۵۰ تئاتر آی‌مکس در سراسر آمریکا پخش می‌شود. بازی تاج‌وتخت اولین مجموعهٔ تلویزیونی است که به این شکل پخش می‌شود. مجموعه در روز افتتاح موفق به فروش ۶۸۶٬۰۰۰ دلاری شد و انتظار می‌رود که در طول هفته اول ۲ میلیون دلار، فروش کند.

## محصولات مرتبط

### موسیقی متن
موسیقی متن این مجموعه توسط رامین جوادی ساخته شده‌است. موسیقی متن فصل اول که حدوداً ده هفته قبل از پخش قسمت اول سریال آماده شد، در ماه ژوئن سال ۲۰۱۱ توسط ناشر آمریکایی وارز سرابند منتشر شد. آلبوم موسیقی‌های متن فصل‌های بعدی نیز به‌همراه آثاری از گروه‌هایی همچون نشنال، هلد استدی و سگو رش منتشر شد. موسیقی اصلی تیتراژ مجموعه نیز به دفعات بازخوانی شده‌است.

### موارد همراه مجموعه
ثرون‌کست: راهنمای رسمی بازی تاج‌وتخت مجموعه پادکستی است که توسط کوینک تولید و توسط جیوف لوید مجری‌گری شده‌است. این پادکست بر روی وب‌سایت شبکهٔ اسکای آتلانتیک و فروشگاه آی‌تیونز کشور انگلستان موجود بود. شبکهٔ اچ‌بی‌او در سال ۲۰۱۴ یک آلبوم رایگان از ترانه‌های رپ در مورد بازی تاج‌وتخت را با عنوان تخت را بگیر منتشر کرد.
در ۲۷ سپتامبر سال ۲۰۱۲ کتابی همراه با عنوان درون بازی تاج‌وتخت اچ‌بی‌او توسط یکی از نویسندگان خود مجموعه، بریان کاگمن، منتشر شد. در این کتاب ۱۹۲ صفحه‌ای نویسنده به کمک هنر مفهومی و تصاویری از پشت صحنه، نحوهٔ تولید دو فصل اول سریال را در کنار شخصیت‌ها و خانواده‌های مهم داستان بررسی می‌کند.

### محصولات و نمایشگاه‌ها

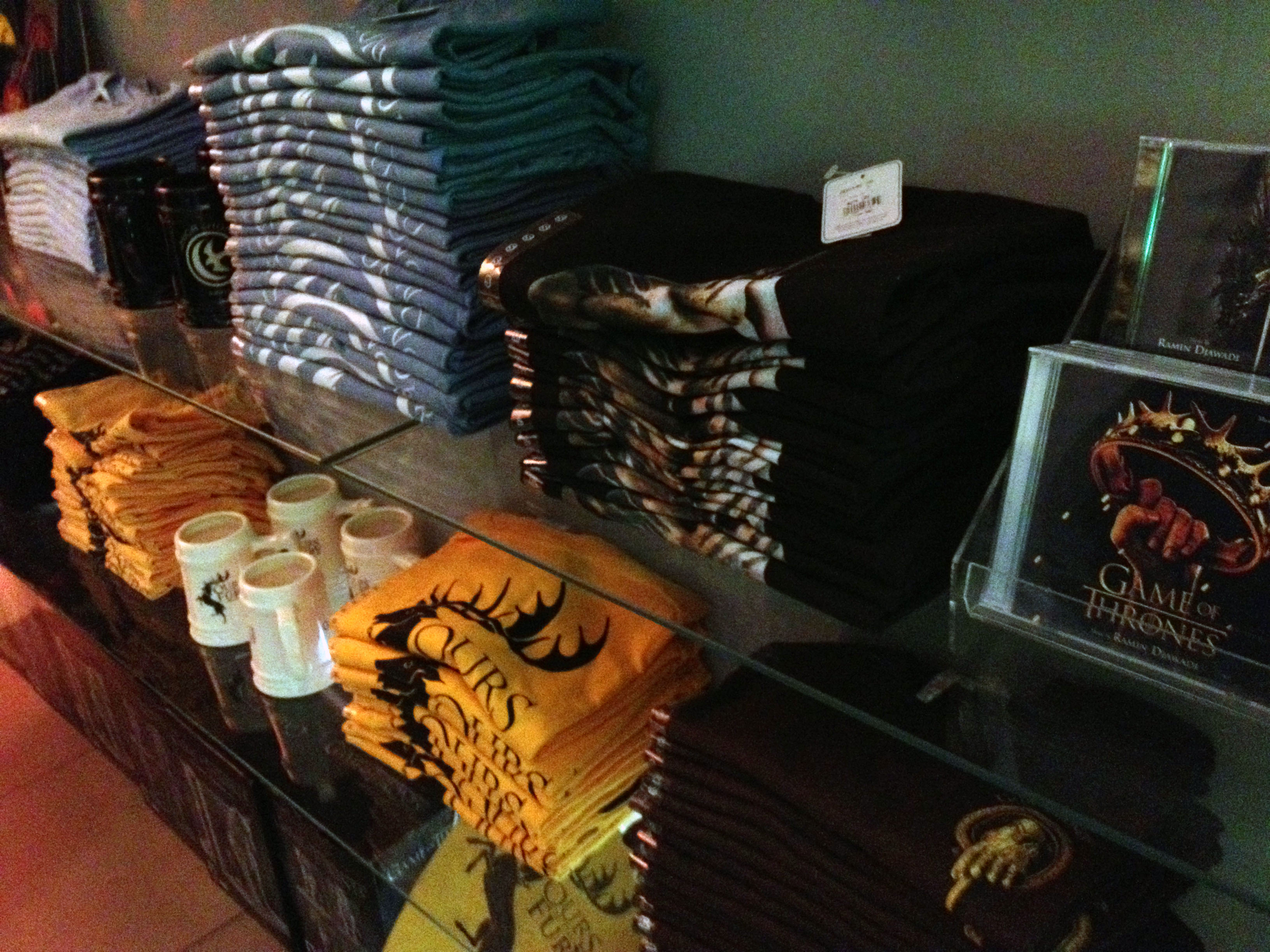
تعدادی از محصولات مربوط به مجموعهٔ بازی تاج‌وتخت که در فروشگاه اچ‌بی‌او در نیویورک به فروش می‌رسد.

شبکهٔ اچ‌بی‌او اجازه تولید و فروش بسیاری از وسایل مربوط به مجموعهٔ بازی تاج‌وتخت را صادر کرده‌است. این محصولات شامل بازی‌های ویدئویی مختلف، زره و سلاح‌های کپی، جواهرات، عروسک بابل‌هد شرکت فونکو، آب‌جوهای شرکت امگانگ و پوشاک مختلف می‌شود. اشیای گران‌قیمتی مانند ساعت مچی اولیسه ناردین به قیمت ۱۰٬۵۰۰ دلار و تخت آهنین از جنس رزین به قیمت ۳۰٬۰۰۰ دلار نیز در میان این کالاها وجود دارند.
در سال ۲۰۱۳ و ۲۰۱۴ نیز تعدادی نمایشگاه سیار از لباس‌ها، زره‌ها و سلاح‌های مجموعه در شهرهای مختلف اروپا و آمریکا برپاشده و می‌شود.

### کارهای دیگر
مجموعهٔ بازی تاج‌وتخت الهام‌بخش کارها و محصولات دیگری نیز بوده‌است. برای مثال چهار بازی ویدئویی براساس مجموعهٔ تلویزیونی و کتاب تولید شده یا در حال تولیدند. در این میان بازی استراتژیک رایانه‌ای «بر فراز بازی تاج‌وتخت» الهام ویژه‌ای از مجموعهٔ تلویزیونی می‌گیرد و شخصیت‌های و مکان‌های جدید را بلافاصله بعد از نمایش در مجموعهٔ تلویزیونی وارد بازی می‌کند.
در پاییز سال ۲۰۱۲ سری لباس‌های مُدِ برند هلموت لنگ برگرفته از بازی تاج‌وتخت بود. در ماه مارس همان سال انتشارات وایلی-بلک‌ول کتابی را با عنوان «بازی تاج‌وتخت و فلسفه: زخم‌های منطقی عمیق‌تر از شمشیر» منتشر کرد. این کتاب که در بخش فرهنگ عامه و فلسفه این انتشارات قرار گرفت، توسط هنری جیکوبی و ویلیام ایروین ویرایش شده‌است. هدف کتاب نشان دادن و بررسی مسائل فلسفی است که با پخش این مجموعه و موارد مرتبط با آن، به‌وجود آمده و مطرح شده‌است.
تصاویر روی جلد مجله مَد در ماه آوریل سال ۲۰۱۳ نیز برگفته از بازی تاج‌وتخت بود.

## بازخورد
بازی تاج‌وتخت از مجموعه‌هایی است که حتی پیش از پخش قسمت اول، هواداران خود را در انتظار نگاه داشته‌بود. از همان زمان این پروژه تبدیل به یک موفقیت تجاری و یک اثر مورد علاقهٔ منتقدان تبدیل شد. به گفتهٔ روزنامهٔ گاردین، تا سال ۲۰۱۴ این مجموعهٔ تلویزیونی «بزرگ‌ترین مجموعه درام» در تلویزیون است و مجموعه‌ایست که «بیش از همه در موردش صحبت می‌شود».

### نظرات منتقدان

#### کلی
| فصل | راتن تومیتوز  | متاکریتیک   |
| --- | ------------- | ----------- |
| 1   | ۹۰٪ (۲۲۴ نقد) | ۸۰ (۲۸ نقد) |
| 2   | ۹۶٪ (۳۰۴ نقد) | ۹۰ (۲۶ نقد) |
| 3   | ۹۶٪ (۴۱۹ نقد) | ۹۱ (۲۵ نقد) |
| 4   | ۹۷٪ (۵۷۱ نقد) | ۹۴ (۲۹ نقد) |
| 5   | ۹۳٪ (۵۷۴ نقد) | ۹۱ (۲۹ نقد) |
| 6   | ۹۴٪ (۶۶۷ نقد) | ۷۳ (۹ نقد)  |
| 7   | ۹۳٪ (۴۱۸ نقد) | ۷۷ (۱۲ نقد) |
| 8   | ۵۵٪ (۶۹۹ نقد) | ۷۵ (۱۳ نقد) |

نظرات منتقدان مثبت ارزیابی شده است، خصوصاً برای شش فصل نخست. این مجموعه در کل از راتن تومیتوز امتیاز ۸۹٪ و از متاکریتیک نمرهٔ ۸۶/۱۰۰ را گرفته است. در سال ۲۰۱۳ انجمن نویسندگان آمریکا بازی تاج‌وتخت را در مکان ۴۰ام فهرست «۱۰۱ مجموعهٔ تلویزیونی برتر نوشته شده تاریخ» قرار داد. چهار فصل نخست در تعدادی از فهرست‌های بهترین‌های رسانه‌های آمریکایی مانند واشینگتن پست (در سال ۲۰۱۱)، مجله تایم (در سال ۲۰۱۱ و ۲۰۱۲) و هالیوود ریپورتر (در سال ۲۰۱۲) قرار گرفتند. برخی از منتقدان و نشریات بازی تاج‌وتخت را در زمره بهترین سریال‌های اچ‌بی‌او در تاریخ قرار داده‌اند.
عملکرد بازیگران فراوان بریتانیایی و ایرلندی مجموعه، که بیشتر بازیگران را تشکیل می‌دهند، بارها مورد تحسین قرار گرفته است. بازی پیتر دینکلیج، بازیگر آمریکایی، که با ادای نقش تیریون لنیستر به صورت «جذاب، با ویژگی‌های اخلاقی دوپهلو و خودآگاه» موفق شد جایزهٔ امی و گلدن گلاب را از آن خود کند، بسیار به چشم می‌آید. تا جایی که لس‌آنجلس تایمز نوشت «بازی تاج‌وتخت تا حد زیادی مدیون پیتر دینکلیج است» و حتی پیش از آن، در فصل دوم، نیز شخصیت او در مرکز توجه در میان شخصیت‌های مجموعه قرار داشت و از او به‌عنوان دزد صحنه یاد شد. چندین منتقد نیز عملکرد بازیگران زن و کودک مجموعه را تحسین کرده‌اند. میسی ویلیامز ۱۴ ساله که برای اولین کار بازیگری خود، در فصل اول در نقش آریا استارک ایفای نقش کرد، به خاطر بازی زیبا در مقابل چارلز دنس (تایوین لنیستر) در فصل دوم مورد ستایش بسیاری واقع شد.
در بررسی فصل اول مجموعه بازی تاج‌وتخت، منتقدان به هزینهٔ بالای تولید، دنیای قابل باور و شخصیت‌های پرطرفدار اشاره کرده‌اند. مجله ورایتی نوشت «احتمالاً هیچ سریالی به شبکه‌اش بیشتر از بازی تاج‌وتخت به اچ‌بی‌او سود نمی‌رساند. مجموعه‌ای که توسط شبکه‌ای با بینندگان ولخرج ساخته و بعد از پخش تنها یک فصل به پدیده‌ای جهانی تبدیل شده است. ساخت این داستان خیالی پیچیده قماری بود که به خوبی بهای خود را پرداخت.»
فصل دوم نیز نظرات مثبت بسیاری از منتقدان را از آن خود کرد. مجله انترتینمنت ویکلی صفت‌های «واضح، زنده و به زبان ساده سرگرم‌کننده» را به داستان‌گویی این فصل نسبت داد. مجله هالیوود ریپورتر با اشاره به اینکه این مجموعه «گزینه بسیار خوبی برای یکی از بهترین مجموعه‌های تلویزیون» شدن است، گفت جاذبهٔ زیاد این سریال آن را تبدیل به تنها سریالی در این ژانر می‌کند که می‌توان آن را به‌راحتی با مجموعه‌هایی مانند مد من یا بریکینگ بد مقایسه کرد. در این میان نیویورک تایمز عدم پیچیدگی شخصیت‌ها و تعداد گیج‌کننده آن‌ها را، در کنار داستان پرپیچ و خم مجموعه مورد انتقاد قرار داد.
فصل سوم مجموعه نیز مورد پسند منتقدان واقع شد. جذابیت فوق‌العاده، شخصیت‌های محبوب و افزایش تعداد شخصیت‌ها از مواردی بود که در این فصل مورد توجه منتقدان قرار گرفت. به گفتهٔ واشینگتن‌پست، فصلی «هوشمندانه، طاقت‌فرسا و بسیار جالب» که با هیچ‌یک از مجموعه‌های تلویزیونی فعلی قابل مقایسه نیست. نیویورک پست با اشاره به کم شدن تعداد صحنه‌های جنسی، از به نمایش درآمدن بیشتر صحنه‌های اکشن و افزایش پیچیدگی داستان استقبال کرد. در میان منتقدان بار دیگر نیویورک‌تایمز با اشاره به داستان‌های پیچیدهٔ فراوان، دیالوگ‌های بسیار زیاد و شخصیت‌هایی که «تنها برای ما داستان تعریف می‌کنند»، مجموعه را مورد انتقاد قرار داد.
بهترین بازخورد منتقدان در میان فصل‌های پخش‌شدهٔ مجموعه را فصل چهارم به خود اختصاص داده است. معرفی شخصیت‌های جدید و عمیق‌تر شدن شخصیت‌های قدیمی سریال در کنار روند روبه‌جلوی داستان توجه رسانه‌های مختلف را به خود جلب کرد. تعدادی از منتقدان لقب «بهترین مجموعهٔ تلویزیونی» را به فصل چهارم بازی تاج‌وتخت دادند. روش تعریف داستان و روند مجموعه با جملاتی مانند «داستان نمی‌توانست از این بیشتر شگفت‌آور باشد» و «تعریف داستان به سطح جدیدی از اطمینان رسیده است» مورد پسند واقع شد. پیچیدگی داستان و صحنه‌های جنسی نیز از مواردی بودند که مورد انتقاد منتقدان قرار گرفتند.

#### استفاده از سکس و خشونت
برخلاف محبوبیت این مجموعه در زمینه‌های دیگر در میان منتقدان، بازی تاج‌وتخت بارها به دلیل استفادهٔ فراوان از برهنگی زنان، خشونت، شکنجه، خشونت جنسی ضد زنان و نحوهٔ نمایش این موارد مورد انتقاد قرار گرفته‌است.
میزان استفاده از ارتباط جنسی و برهنگی، به‌ویژه در صحنه‌هایی که وابستگی فراوانی به روند داستان ندارند، نکتهٔ منفیِ اصلی بسیاری از منتقدان فصل اول و دوم است. استیون دیلین، بازیگر سریال که در نقش استنیس براتیون بازی می‌کند، استفاده فراوان مجموعه از برهنگی را با «فیلم‌های پورن دهه هفتاد آلمان» مقایسه می‌کند. چارلی اندرز از منتقدان وبگاه آی‌او۹ می‌گوید در حالی که فصل اول مجموعه مملو از سکسپوزیشن است، فصل دوم بدون ارائه اطلاعات زیادی در مورد داستان، بر روی ارتباط جنسی ناخوشایند، استثماری و ضد انسانی تمرکز دارد. آنا هولمز، منتقد واشینگتن پست اعتقاد دارد که صحنه‌های برهنگی تنها برای لذت مردان دگرجنس‌گرا ساخته شده‌است؛ صحنه‌هایی در محیط قرون وسطایِ مصنوعی، با زنانی که موهای اطراف اندام جنسی را از ته تراشیده‌اند، برای دیگر بینندگان منحرف‌کننده است. در همین راستا مائورین ریان، منتقد هافینگتن پست با اشاره به اینکه بازی تاج‌وتخت بیشتر زنان برهنه را نشان می‌دهد تا مردان، اعتقاد دارد که نمایش «پستانهای برهنه به‌صورت تصادفی» تمامی تلاش‌های احتمالی سریال برای نمایش ظلم به زنان در یک جامعه فئودال را زیر سؤال می‌برد. برنامهٔ پخش زنده شنبه شب در یک تقلید تمسخرآمیز از این جنبهٔ مجموعه، اقدام به تهیهٔ برنامه‌ای کرد که در آن یک پسر سیزده‌ساله به‌عنوان مشاور یک مجموعه، تلاش داشت تا تنها دغدغه‌اش که نمایش بیشترین پستان برهنه در ثانیه بود را به نمایش بگذارد.
فصل سوم مجموعه که در آن شخصیت تئون گریجوی در طول سریال مورد شکنجه واقع می‌شود و در نهایت اخته می‌گردد نیز، به‌دلیل استفاده و نمایش شکنجه مورد نقد منتقدان واقع شده‌است. مدلین دیویس در وب‌سایت جزبل نوشت «غیرطبیعی نیست اگر مجموعهٔ بازی تاج‌وتخت به پورنِ خشونتآمیز بودن متهم شود. خشونت بی‌احساس و ابزارگرایانه در کنار سکس خشن و ابزارگرایانه به نمایش گذاشته شده‌است.» با این حال او اشاره می‌کند که به‌جز لذت‌گرایی و شکنجهٔ تئون گریجوی در فصل سوم، نمایش دیگر خشونت‌ها به هدف روایت داستان صورت گرفته‌است.
در قسمت شکنندهٔ زنجیرها در فصل چهارم، صحنه‌ای که در آن جیمی لنیستر به خواهر خود سرسی تجاوز می‌کند، بحث‌های فراوانی دربارهٔ نمایش خشونت جنسی ضد زنان توسط مجموعه را به راه انداخته‌است. به گفتهٔ نیویورک تایمز، این‌که الکس گریوز، کارگردان این قسمت، در نوشته‌های خود به‌طور ضمنی اعلام داشته که متوجه نشده که این صحنه، صحنهٔ تجاوز است، خشم بسیاری را برافروخته. در همین راستا سونیا سارایا، از نویسندگان ای. وی. کلاب، اعتقاد دارد که نمایش این صحنه و صحنهٔ ارتباط جنسی کال دریگو و دنریس در فصل اول (که هر دو در کتاب با رضایت طرفین اتفاق می‌افتند) به صورت صحنه‌های تجاوز، به‌نظر می‌رسد به دلیل «سوء استفاده از هیجان و شوک» در بیننده باشد. مجله تایم نوشت منتقدان از این می‌ترسند که «صحنه‌های تجاوز به‌قدری در سریال فراگیر شوند که دیگر مانند صدای پیش‌زمینه باشند: یک اتفاق عادی و بدون شوک». جرج آر. آر. مارتین در پاسخ به این انتقادات گفت که تجاوز و خشونت جنسی در جنگ‌ها بسیار فراوان هستند و حذف این صحنه‌ها از مجموعهٔ تلویزیونی یکی از مهم‌ترین موضوع‌های کتاب او را کمرنگ خواهد کرد: اینکه «ترس اصلی در تاریخ انسان‌ها از اُرک‌ها و لردهای سیاه نیست، بلکه از خود انسان‌هاست.»

### تعداد بینندگان

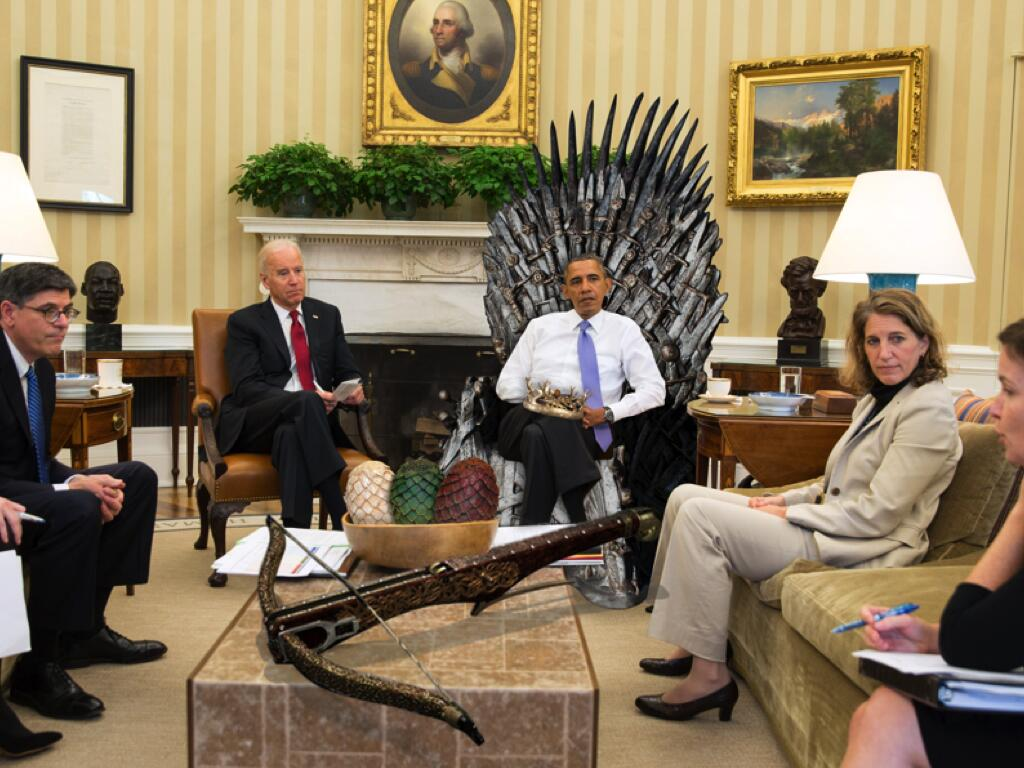
در این تصویر ویرایش‌شده که توسط کاخ سفید منتشر شده‌است، رئیس‌جمهور سابق آمریکا، باراک اوباما که یکی از طرفداران مجموعه است، در دفتر خاگ‌دیس بر روی تخت آهنین نشسته و تاج شاه را در دست دارد.

فصل اول سریال بازی تاج‌وتخت به‌طور متوسط ۲٫۵ میلیون بیننده برای پخش اولش که یک‌شنبه شب‌ها از شبکهٔ اچ‌بی‌او صورت می‌گرفت، داشت. با در نظر گرفتن بینندگان تکرار پخش این مجموعه به‌طور متوسط ۹٫۳ میلیون بیننده برای آن اعلام می‌شود. برای فصل دوم، این مجموعه توانست ۱۱٫۶ میلیون نفر بیننده برای خود داشته باشد. فصل سوم با افزایش مجدد بینندگان مواجه شد و توانست عدد ۱۴٫۲ میلیون نفر را به‌عنوان رکورد دومین مجموعهٔ پربینندهٔ اچ‌بی‌او، بعد از سوپرانوز، برای خود ثبت کند. با شروع پخش فصل چهارم، شبکهٔ اچ‌بی‌او اعلام کرد که تعداد متوسط بینندگان این مجموعه به ۱۸٫۴ میلیون نفر رسیده و از نظر تعداد بیننده از مجموعهٔ سوپرانوز نیز پیشی گرفته‌است. به‌این‌ترتیب بازی تاج‌وتخت در حال حاضر پربیننده‌ترین مجموعهٔ تلویزیونی شبکهٔ اچ‌بی‌او در طول تاریخ این شبکه است.
برخلاف پیش‌بینی روزنامه‌نگاران که اعلام می‌کردند بینندگان مرد مجموعهٔ بازی تاج‌وتخت بسیار بیشتر از زنان هستند، داده‌های شرکت آمریکایی تحقیقات رسانه‌ای نیلسن در سال ۲۰۱۳ نشان داد که بینندگان این مجموعه بسیار کمتر از دیگر مجموعه‌های تلویزیونی از نظر جنسی متفاوت هستند. به گفتهٔ این شرکت ۴۲٪ از بینندگان بازی تاج‌وتخت را زنان تشکیل می‌دهند.
نمودار زیر تعداد بینندگان پخش اول هر قسمت (بدون احتساب تکرارها) را به میلیون نفر نشان می‌دهد:
| فصل: ۱ (۲۰۱۱) ۲ (۲۰۱۲) ۳ ( ۲۰۱۳) ۴ (۲۰۱۴) ۵ (۲۰۱۴) ۶ (۲۰۱۵) ۷ (۲۰۱۷) ۸ (۲۰۱۹) |       |       |       |       |       |       |       |      |      |       |
| \| \| ق. ۱ \| ق. ۲ \| ق. ۳ \| ق. ۴ \| ق. ۵ \| ق. ۶ \| ق. ۷ \| ق. ۸ \| ق. ۹ \| ق. ۱۰ \| \| فصل ۱ \| ۲٫۲۲ \| ۲٫۲۰ \| ۲٫۴۴ \| ۲٫۴۵ \| ۲٫۵۸ \| ۲٫۴۴ \| ۲٫۴۰ \| ۲٫۷۲ \| ۲٫۶۶ \| ۳٫۰۴ \| \| فصل ۲ \| ۳٫۸۶ \| ۳٫۷۶ \| ۳٫۷۷ \| ۳٫۶۵ \| ۳٫۹۰ \| ۳٫۸۸ \| ۳٫۶۹ \| ۳٫۸۶ \| ۳٫۳۸ \| ۴٫۲۰ \| \| فصل ۳ \| ۴٫۳۷ \| ۴٫۲۷ \| ۴٫۷۲ \| ۴٫۸۷ \| ۵٫۳۵ \| ۵٫۵۰ \| ۴٫۸۴ \| ۵٫۱۳ \| ۵٫۲۲ \| ۵٫۳۹ \| \| فصل ۴ \| ۶٫۶۴ \| ۶٫۳۱ \| ۶٫۵۹ \| ۶٫۹۵ \| ۷٫۱۶ \| ۶٫۴۰ \| ۷٫۲۰ \| ۷٫۱۷ \| ۶٫۹۵ \| ۷٫۱۰ \| \| فصل ۵ \| ۸٫۰۰ \| ۶٫۸۱ \| ۶٫۷۱ \| ۶٫۸۲ \| ۶٫۵۶ \| ۶٫۲۴ \| ۵٫۴۰ \| ۷٫۰۱ \| ۷٫۱۴ \| ۸٫۱۱ \| \| فصل ۶ \| ۷٫۹۴ \| ۷٫۲۹ \| ۷٫۲۸ \| ۷٫۸۲ \| ۷٫۸۹ \| ۶٫۷۱ \| ۷٫۸۰ \| ۷٫۶۰ \| ۷٫۶۶ \| ۸٫۸۹ \| \| فصل ۷ \| ۱۰٫۱۱ \| ۹٫۲۷ \| ۹٫۲۵ \| ۱۰٫۱۷ \| ۱۰٫۷۲ \| ۱۰٫۲۴ \| ۱۲٫۰۷ \| - \| - \| - \| \| فصل ۸ \| ۱۱٫۷۶ \| ۱۰٫۲۹ \| ۱۲٫۰۲ \| ۱۱٫۸۰ \| ۱۲٫۴۸ \| ۱۳٫۶۰ \| - \| - \| - \| - \| 1. |       |       |       |       |       |       |       |      |      |       |
| | ق. ۱  | ق. ۲  | ق. ۳  | ق. ۴  | ق. ۵  | ق. ۶  | ق. ۷  | ق. ۸ | ق. ۹ | ق. ۱۰ |
| فصل ۱ | ۲٫۲۲  | ۲٫۲۰  | ۲٫۴۴  | ۲٫۴۵  | ۲٫۵۸  | ۲٫۴۴  | ۲٫۴۰  | ۲٫۷۲ | ۲٫۶۶ | ۳٫۰۴  |
| فصل ۲ | ۳٫۸۶  | ۳٫۷۶  | ۳٫۷۷  | ۳٫۶۵  | ۳٫۹۰  | ۳٫۸۸  | ۳٫۶۹  | ۳٫۸۶ | ۳٫۳۸ | ۴٫۲۰  |
| فصل ۳ | ۴٫۳۷  | ۴٫۲۷  | ۴٫۷۲  | ۴٫۸۷  | ۵٫۳۵  | ۵٫۵۰  | ۴٫۸۴  | ۵٫۱۳ | ۵٫۲۲ | ۵٫۳۹  |
| فصل ۴ | ۶٫۶۴  | ۶٫۳۱  | ۶٫۵۹  | ۶٫۹۵  | ۷٫۱۶  | ۶٫۴۰  | ۷٫۲۰  | ۷٫۱۷ | ۶٫۹۵ | ۷٫۱۰  |
| فصل ۵ | ۸٫۰۰  | ۶٫۸۱  | ۶٫۷۱  | ۶٫۸۲  | ۶٫۵۶  | ۶٫۲۴  | ۵٫۴۰  | ۷٫۰۱ | ۷٫۱۴ | ۸٫۱۱  |
| فصل ۶ | ۷٫۹۴  | ۷٫۲۹  | ۷٫۲۸  | ۷٫۸۲  | ۷٫۸۹  | ۶٫۷۱  | ۷٫۸۰  | ۷٫۶۰ | ۷٫۶۶ | ۸٫۸۹  |
| فصل ۷ | ۱۰٫۱۱ | ۹٫۲۷  | ۹٫۲۵  | ۱۰٫۱۷ | ۱۰٫۷۲ | ۱۰٫۲۴ | ۱۲٫۰۷ | -    | -    | -     |
| فصل ۸ | ۱۱٫۷۶ | ۱۰٫۲۹ | ۱۲٫۰۲ | ۱۱٫۸۰ | ۱۲٫۴۸ | ۱۳٫۶۰ | -     | -    | -    | -     |

### جوایز
اولین فصل مجموعهٔ بازی تاج‌وتخت برای ۱۳ جایزهٔ امی از جمله جایزهٔ مجموعهٔ دارم فوق‌العاده نامزد شد. این فصل ۲ جایزهٔ بازیگر مکمل فوق‌العاده در سریال دارم و طراحی تیراژ فوق‌العاده را از آن خود کرد. پیتر دینکلیج، که در نقش تیریون لنیستر بازی می‌کند، در امی، گلدن گلوب، اسکریم و جایزهٔ ستلایت به‌عنوان بهترین بازیگر نقش مکمل معرفی شد. فصل دوم سریال در سال ۲۰۱۲ نیز توانست ۶ جایزه در بخش هنرهای خلاقانهٔ جایزهٔ امی به‌دست بیاورد.
| سال  | جایزه                        | بخش                                                           | دریافت‌کننده | منبع    |
| ---- | ---------------------------- | ------------------------------------------------------------- | --- | ------- |
| ۲۰۱۱ | جایزه امی                    | بازیگر مکمل در مجموعهٔ درام                                    | پیتر دینکلیج در نقش تیریون لنیستر | [ ۱۸۳ ] |
| ۲۰۱۱ | جایزه امی                    | طراحی تیراژ                                                   | انگوس وال، حمید شوکت، کیرک شینتانی و رابرت فنگ | [ ۱۸۳ ] |
| ۲۰۱۱ | جایزه ستلایت                 | بهترین بازیگر مکمل مرد - سریال، سریال کوتاه یا فیلم تلویزیونی | پیتر دینکلیج | [ ۱۸۴ ] |
| ۲۰۱۱ | جایزه انجمن بازیگران فیلم    | بهترین مجموعه تلویزیونی                                       | بازی تاج‌وتخت | [ ۱۸۵ ] |
| ۲۰۱۱ | جایزه گلدن گلوب              | بهترین بازیگر مکمل مرد - سریال، سریال کوتاه یا فیلم تلویزیونی | پیتر دینکلیج |         |
| ۲۰۱۲ | جایزه انجمن بازیگران فیلم    | بهترین مجموعه تلویزیونی                                       | بازی تاج‌وتخت |         |
| ۲۰۱۲ | جایزه امی                    | آمیختن صدای یک مجموعهٔ کمدی یا درام                            | متیو واترز، اونالی بلنک، رونان هیل و مروین موربرای قسمت بلک‌واتر                                                                                   | [ ۱۸۶ ] |
| ۲۰۱۲ | جایزه امی                    | ویرایش صدای یک مجموعه تلویزیونی                               | پیتر براون، کیرا روسلر، تیم هندز، پائول آلیسینو، استفن رابینسون، وانسا لاپاتو، برت وس، جیمز موریانا، جفری ویل‌هویت و دیوید کلاتز برای قسمت بلک‌واتر | [ ۱۸۶ ] |
| ۲۰۱۲ | جایزه امی                    | جلوه‌های ویژه                                                  | رینر گومبوس، جوری استانوسک، اسون مارتین، استیو کولبک، جن فیدلر، کریس استنر، توبیاس منویتز، تیلو اورز و آدام چازن برای قسمت والار مورگولیس         | [ ۱۸۶ ] |
| ۲۰۱۲ | جایزه امی                    | طراحی لباس برای یک مجموعه                                     | میشل کلپتون، ایکساندر فوردهام و کلو آبریبرای قسمت شاهزادهٔ وینترفل                                                                                 | [ ۱۸۶ ] |
| ۲۰۱۲ | جایزه امی                    | گریم در یک مجموعهٔ تک‌دوربین (غیر مصنوعی)                       | پائول ایگلن، ملیسا لکرستین برای قسمت خدایان قدیم و جدید                                                                                           | [ ۱۸۶ ] |
| ۲۰۱۲ | جایزه امی                    | کارگردانی هنری برای مجموعهٔ تک‌دوربین                           | گما جکسون، فرنک والش و تینا جونز برای قسمت باغ استخوان‌ها، روح هرن‌هال و یک مرد بدون افتخار                                                         | [ ۱۸۶ ] |
| ۲۰۱۳ | جایزه منتخب منتقدان تلویزیون | بهترین مجموعهٔ درام                                            | بازی تاج‌وتخت (به‌همراه بریکینگ بد) |         |
| ۲۰۱۳ | جایزه انجمن منتقدان تلویزیون | موفقیت در مجموعهٔ درام                                         | بازی تاج‌وتخت | [ ۱۸۷ ] |
| ۲۰۱۳ | جایزهٔ امی                    | گریم برای یک مجموعهٔ تک‌دوربین (غیر مصنوعی)                     | پائول انگلن و ملیسا لکرستین برای قسمت بوسیده‌شده با آتش                                                                                            |         |
| ۲۰۱۳ | جایزهٔ امی                    | جلوه‌های ویژه                                                  | رینر گومبوس، جوری استانوسک، اسون مارتین، استیو کولبک، جن فیدلر، کریس استنر، توبیاس منویتز، تیلو اورز و آدام چازن برای قسمت والار دوهاریس          |         |
| ۲۰۱۳ | جایزه انجمن بازیگران فیلم    | بهترین مجموعه تلویزیونی                                       | بازی تاج‌وتخت | [ ۱۸۸ ] |
| ۲۰۱۴ | جایزه امی                    | کارگردانی هنری مجموعه تخیلی تک-دوربین                         | دبوراه ریلی، پائول قیراردانی و راب کمرون برای قسمت "قوانین خدایان و آدمیان" و "کوه و افعی"                                                        | [ ۱۸۹ ] |
| ۲۰۱۴ | جایزه امی                    | طراحی لباس مجموعه تلویزیونی                                   | میشل کلپتون، شینا ویچاری، ایکساندر فوردهام و نینا آیرس برای قسمت "شیر و رز"                                                                       | [ ۱۸۹ ] |
| ۲۰۱۴ | جایزه امی                    | گریم مصنوعی در یک مجموعه                                      | جین واکر و بری گرور برای قسمت "فرزندان" | [ ۱۸۹ ] |
| ۲۰۱۴ | جایزه امی                    | جلوه‌های ویژه                                                  | جو باور، جوئرن گراس‌هنس، استیو کولبک، آدام چیزن، اریک کارنی، سابرینا گرهارت، متیو رولیو، توماس شلسنی و رابرت سیمون برای قسمت "فرزندان"             | [ ۱۸۹ ] |
| ۲۰۱۴ | جایزه هوگو                   | بهترین نمایش درام، فیلم کوتاه                                 | دیوید بنیاف، دیوید ناتر و دی. بی. وایس برای قسمت "باران کستمیر"                                                                                   | [ ۱۹۰ ] |

## رسانه‌های دیگر
تا سال ۲۰۲۲، تولید دنباله‌ای با تمرکز بر شخصیت جان اسنو با بازگشت کیت هرینگتون آغاز شد. عنوان کاری این پروژه اسنو بود و مارتین مشارکت خود در این پروژه را تأیید کرد. با این حال در آوریل ۲۰۲۴، هرینگتون گفت که ساخت این پروژه به دلیل نداشتن داستان خوب متوقف شده است.
در آوریل ۲۰۲۳ گزارش شد که سریالی بر اساس فتح وستروس از سوی اگان تارگرین در حال ساخت است.

### خاندان اژدها
در نوامبر ۲۰۱۹، مارتین گفت که اسپین‌آفی بر اساس کتاب آتش و خون ساخته خواهد شد. این سریال، که خاندان اژدها نام دارد، بر اساس بخش‌هایی از رمان آتش و خون، حدود ۲۰۰ سال پیش از وقایع بازی تاج‌وتخت و ۱۷۲ سال پیش از تولد دنریس تارگرین می‌گذرد. وقایع آن آغاز افول سلطنت خاندان تارگرین را به تصویر می‌کشد، که منجر به جنگ جانشینی تارگرین‌ها معروف به «رقص اژدهایان» می‌شود. پخش این سریال از ۲۱ اوت ۲۰۲۲ آغاز شد.

### شوالیه هفت پادشاهی
در ژانویه ۲۰۲۱ مشخص شد که اچ‌بی‌او در حال ساخت سریال پیش‌درآمد دیگری است که مبتنی بر مجموعهٔ رمان ماجراهای دانک و اگ است. اچ‌بی‌او در آوریل ۲۰۲۳ دستور ساخت سریال شوالیه هفت پادشاهی را صادر کرد.
شوالیه هفت پادشاهی یکی از آثار تحسین‌شده جرج آر. آر. مارتین است که با روایت ماجراهای سر دانکن بلند و اگون تارگرین، تصویری غنی و عمیق از دنیای وستروس پیش از رویدادهای نغمه یخ و آتش ارائه می‌دهد. این مجموعه، به‌واسطه شخصیت‌پردازی قوی، نثر روان و داستان‌های ماجراجویانه‌اش، جایگاه ویژه‌ای در میان طرفداران ادبیات فانتزی دارد.

## واژگان
1. 1 2  Iron Throne
2. ↑  Seven Kingdoms
3. ↑  Lancaster
4. ↑  York
5. ↑  Lannister
6. 1 2  Stark
7. ↑  Cersei
8. ↑  Lord Eddard "Ned" Stark
9. ↑  Catelyn Tully
10. ↑  Robb
11. ↑  Sansa
12. ↑  Arya
13. ↑  Bran
14. ↑  Rickon
15. ↑  Theon Greyjoy
16. ↑  Ramsay Snow
17. ↑  Talisa Maegyr
18. ↑  Gendry
19. ↑  Jon Snow
20. ↑  Samwell Tarly
21. ↑  Lord Commander Jeor Mormont
22. ↑  Night's Watch
23. ↑  Ygritte
24. ↑  Wildlings
25. ↑  Tormund Giantsbane
26. ↑  Gilly
27. ↑  Brienne of Tarth
28. ↑  Robert Baratheon
29. ↑  Cersei Lannister
30. ↑  Ser Jaime Lannister
31. ↑  Kingslayer
32. ↑  Tyrion Lannister
33. ↑  Shae
34. ↑  Bronn
35. ↑  Lord Tywin Lannister
36. ↑  Joffrey
37. ↑  Sandor Clegane
38. ↑  the Hound
39. ↑  Lord Petyr Baelish
40. ↑  Littlefinger
41. ↑  Lord Varys
42. ↑  Stannis Baratheon
43. ↑  Melisandre
44. ↑  Ser Davos Seaworth
45. ↑  Tyrell
46. ↑  Margaery Tyrell
47. ↑  Narrow Sea
48. ↑  Viserys
49. ↑  Daenerys Targaryen
50. ↑  Khal Drogo
51. ↑  Dothraki
52. ↑  Ser Jorah Mormont
53. ↑  Jane Espenson
54. ↑  The War of the Five Kings
55. ↑  Elastic
56. ↑  Vaes Dothrak
57. ↑  Castle Ward
58. ↑  Winterfell
59. ↑  Saintfield Estates
60. ↑  Winterfell godswood
61. ↑  Cairncastle
62. ↑  Magheramorne quarry
63. ↑  Castle Black
64. ↑  Shane's Castle
65. ↑  Mdina
66. ↑  Sept of Baelor
67. ↑  San Anton Palace
68. ↑  Fort Ricasoli
69. ↑  Fort St Angelo
70. ↑  St. Dominic monastery
71. 1 2  Red Keep
72. ↑  King's Landing
73. ↑  island of Lokrum
74. ↑  St. Dominic monastery
75. ↑  Rector's Palace
76. ↑  Qarth
77. ↑  Trsteno Arboretum
78. ↑  Diocletian's Palace
79. ↑  Klis Fortress
80. ↑  Imotski
81. ↑  Warden of the North
82. ↑  David J. Peterson
83. ↑  Valyrian
84. ↑  TorrentFreak
85. ↑  Jeff Bleich
86. ↑  David Petrarca
87. ↑  Varèse Sarabande
88. ↑  The Hold Steady
89. ↑  Thronecast: The Official Guide to Game of Thrones
90. ↑  Koink
91. ↑  Catch the Throne
92. ↑  Inside HBO's Game of Thrones
93. ↑  Bobblehead doll
94. ↑  Game of Thrones Ascent
95. ↑  Game of Thrones and Philosophy: Logic Cuts Deeper than the Sword
96. ↑  Henry Jacoby
97. ↑  William Irwin
98. ↑  Charlie Anders
99. ↑  Anna Holmes
100. ↑  Maureen Ryan
101. ↑  Madeleine Davies
102. ↑  Alex Graves
103. ↑  Sonia Saraiya